# New Jersey
New Jersey (anglická výslovnost  [nuːˈdʒɝːzi]IPA, oficiálně State of New Jersey, česky Nové Jersey) je stát nacházející se na východním pobřeží Spojených států amerických, ve Středoatlantské oblasti severovýchodního regionu USA. New Jersey hraničí na severovýchodě a severu s New Yorkem, na západě s Pensylvánií a na jihozápadě s Delawarem. Jižní a východní ohraničení státu tvoří Atlantský oceán.

## Historie
New Jersey vzniklo v roce 1664 poté, co Angličané obsadili Nové Nizozemí, jehož součástí byla i oblast New Jersey. Novou provincii pojmenovali podle ostrova Jersey v Lamanšském průlivu. Provincie se roku 1776 stala jedním z původních třinácti zakládajících států USA. Během americké války za nezávislost v poslední čtvrtině 18. století proběhlo na jejím území několik rozhodujících bitev. New Jersey jako třetí stát v pořadí ratifikovalo Ústavu Spojených států amerických, k čemuž došlo 18.  prosince 1787.

## Symboly

### Další symboly
Státním dinosaurem New Jersey je Hadrosaurus.

## Geografie
Se svou rozlohou 22 591 km² je New Jersey čtvrtým nejmenším státem USA, v počtu obyvatel (8,9 milionu) je však jedenáctým nejlidnatějším státem a s hodnotou hustoty zalidnění 470 obyvatel na km² je na prvním místě. Hlavním městem je Trenton s 85 tisíci obyvateli. Největšími městy jsou Newark s 280 tisíci obyvateli, dále Jersey City (250 tisíc obyv.), Paterson (150 tisíc obyv.) a Elizabeth (130 tisíc obyv.).
Nejvyšším bodem státu je vrchol High Point s nadmořskou výškou 550 m.
Největšími toky jsou řeka Hudson, která tvoří hranici se státem New York, a řeka Delaware, jež vytváří hranici s Pensylvánií a Delawarem.

### Pobřeží
Jižní a východní hranice státu New Jersey je 209 km dlouhé pobřeží Atlantského oceánu.

## Obyvatelstvo
Podle sčítání lidu z roku 2010 zde žilo 8 791 894 obyvatel. Zajímavý je stejně jako u státu New York velký počet obyvatel italského a irského původu, kteří zde vytvářejí specifickou kulturu.

### Rasové složení
- 68,6 % Bílí Američané
- 13,7 % Afroameričané
- 00,3 % Američtí indiáni
- 08,3 % Asijští Američané
- 00,0 % Pacifičtí ostrované
- 06,4 % Jiná rasa
- 02,7 % Dvě nebo více ras

Obyvatelé hispánského nebo latinskoamerického původu, bez ohledu na rasu, tvořili 17,7% populace.

### Náboženství
- křesťané 80 %
  - protestanti 41 %
    - baptisté 8 %
    - metodisté 6 %
    - presbyteriáni 4 %
    - luteráni 3 %
    - episkopální církev 2 %
    - ostatní protestanti 18 %

  - římští katolíci 37 %
  - ostatní křesťané 2 %
- židé 4 %
- jiná náboženství 1 %
- bez vyznání 15 %

Dne 8. října roku 2023 byl ve městě Robinsville otevřen největší hinduistický chrámový komplex ve Spojených státech s názvem Akšardam ("příbytek božství").

### Sport
- New Jersey Devils – lední hokej
- New Jersey Nets – basketbal

## Paleontologie
Na území New Jersey jsou již od poloviny 19. století objevovány fosilie pozdně křídových dinosaurů, jako je Dryptosaurus, Hadrosaurus ad. Nacházejí se tu i horniny, dokládající katastrofu na konci křídy (iridiová vrstvička ve fosilním jílu o stáří 66 milionů let).

## Specifika

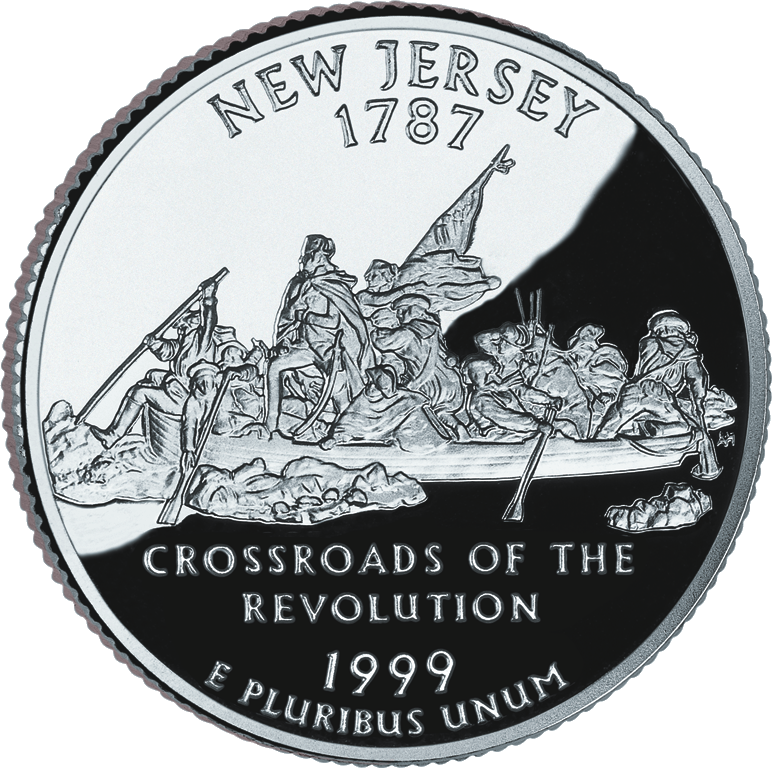
Čtvrtdolar státu New Jersey (paměťní mince), autor Alfred Maletsky

- Platí se zde 7 % daň (do července 2006 to bylo 6 %).
- V New Jersey neexistují samoobslužné čerpací stanice.
- Na mnoha křižovatkách se vlevo odbočuje jen ze speciální silnice, na kterou se najíždí po pravé straně.
- Je zakázáno otáčení na křižovatkách, k otáčení je nutné použít stejné silnice, jako na odbočování vlevo.
- Populární jsou zde obchody Wawa.
- Prakticky 100 procent obyvatel žije ve městech a městských oblastech, což je americké maximum.
- New Jersey je známé jako "zahradní stát" pro velké množství zeleně vedle domů.